# Anisobrotica
Anisobrotica is een geslacht van kevers uit de familie bladkevers (Chrysomelidae).
De wetenschappelijke naam van het geslacht werd in 1969 gepubliceerd door Bechyne & Bechyne.

## Soorten
- Anisobrotica binisculpta (Bechyne & Bechyne, 1969)
- Anisobrotica donckieri (Baly, 1890)
- Anisobrotica notaticollis (Baly, 1889)
- Anisobrotica thesea (Bechyne, 1958)